# Saison 2019-2020 de l'Amiens SC
 (octobre 2022).
Si vous disposez d'ouvrages ou d'articles de référence ou si vous connaissez des sites web de qualité traitant du thème abordé ici, merci de compléter l'article en donnant les références utiles à sa vérifiabilité et en les liant à la section « Notes et références ».
Maillots
Chronologie
Saison précédente Saison suivante
La saison 2019-2020 de l'Amiens SC est la saison sportive de juillet 2019 à mai 2020 de l'Amiens Sporting Club, club de football situé à Amiens.
Cette saison voit le club évoluer dans trois compétitions : la Ligue 1, premier niveau du football français, la Coupe de France et la Coupe de la Ligue.

## Résumé de la saison
Après 28 journées, la Ligue de football professionnel décide, par décisions de son conseil d'administration du 30 avril 2020, d'interrompre définitivement le championnat de ligue 1, geler le classement, et désigner comme relégués l'Amiens sporting club et le Toulouse football club, respectivement 19ème et 20ème à cette date.   
Alors qu'il résultait 30 points potentiels et 10 matchs à jouer, plusieurs concurrents pour le maintien à affronter, et des derniers résultats encourageants, l'Amiens sporting club se trouve ainsi, par une décision administrative quasiment unique au monde et dans le monde sportif français au sens large, privé de lutter pour son maintien en ligue 1.
Malgré une campagne médiatique du club activement soutenu par ses supporters (pétitions, actions sur les réseaux sociaux... ) pour défendre l'équité sportive, et plusieurs recours devant le Conseil d'Etat, cette relégation n'a pu être annulée, plongeant les supporters dans un grand sentiment d'injustice[réf. nécessaire].  
Équipe-type

## Joueurs et encadrement technique

### Effectif et statistiques
Les tableaux suivant présentent les joueurs et l'encadrement technique de l'Amiens SC ayant fait partie de l'effectif de la saison 2019-2020 .
| P     | N° | Joueur                   | Âge    | Depuis | Ch. app. | Ch. tit. | But inscrit | Passe décisive | CF. app. | But inscrit | CL. app. | But inscrit |
| ----- | -- | ------------------------ | ------ | ------ | -------- | -------- | ----------- | -------------- | -------- | ----------- | -------- | ----------- |
| G     | 16 | Mathieu Dreyer           | 30 ans | 2018   |          |          |             |                | 1        |             | 3        |             |
| G     | 1  | Régis Gurtner            | 32 ans | 2015   | 28       | 28       |             |                |          |             |          |             |
| DG    | 14 | Haitam Aleesami          | 27 ans | 2019   | 22       | 21       | 1           | 2              | 1        |             | 2        |             |
| DD    | 3  | Arturo Calabresi (→prêt) | 23 ans | 2019   | 21       | 21       | 1           | 1              | 1        |             | 3        |             |
| DC    | 27 | Aurélien Chedjou         | 34 ans | 2019   | 22       | 22       |             |                | 1        |             | 2        |             |
| DG/DC | 12 | Bakaye Dibassy           | 29 ans | 2016   | 22       | 22       | 2           |                | 1        |             | 2        |             |
| DC    | 2  | Prince-Désir Gouano      | 25 ans | 2017   | 3        | 3        |             |                |          |             |          |             |
| DD    | 13 | Christophe Jallet        | 35 ans | 2019   | 12       | 10       | 1           | 2              |          |             | 1        |             |
| DC/DG | 25 | Jordan Lefort            | 26 ans | 2011   | 10       | 8        |             | 1              | 1        |             | 3        |             |
| DC    | 4  | Nicholas Opoku           | 21 ans | 2020   | 7        | 7        |             |                |          |             |          |             |
| DG    | 18 | Sanasi Sy                | 20 ans | 2018   |          |          |             |                |          |             |          |             |
| MC    | 17 | Alexis Blin              | 22 ans | 2018   | 24       | 21       |             | 1              | 1        |             | 3        | 1           |
| MC    | 24 | Mathieu Bodmer           | 36 ans | 2017   | 9        | 0        | 1           |                |          |             | 1        |             |
| M     | –  | Jonathan Bumbu           | 20 ans | 2019   |          |          |             |                | 1        |             |          |             |
| MD    | 29 | Quentin Cornette         | 25 ans | 2016   | 13       | 3        |             | 2              | 1        |             | 2        | 1           |
| MC    | 5  | Eddy Gnahoré             | 25 ans | 2018   | 17       | 14       |             |                | 1        |             | 2        |             |
| MC    | 10 | Gaël Kakuta              | 28 ans | 2019   | 24       | 23       | 2           | 5              |          |             |          |             |
| MG    | 21 | Rafał Kurzawa            | 26 ans | 2018   |          |          |             |                |          |             |          |             |
| MC    | 6  | Thomas Monconduit        | 28 ans | 2015   | 19       | 15       |             |                | 1        |             | 3        | 1           |
| MG    | 22 | Madih Talal              | 21 ans | 2017   | 2        | 0        |             |                | 1        |             | 1        |             |
| MC    | 8  | Bongani Zungu            | 26 ans | 2017   | 21       | 10       | 1           |                |          |             | 3        | 1           |
| A     | 19 | Chadrac Akolo (→prêt)    | 24 ans | 2019   | 15       | 5        | 2           | 1              |          |             | 1        |             |
| AD    | 28 | Fousseni Diabaté (→prêt) | 23 ans | 2019   | 20       | 15       | 1           | 3              | 1        |             | 3        |             |
| AD/MD | 7  | Saman Ghoddos            | 25 ans | 2018   | 5        | 2        | 1           |                | 1        |             | 1        |             |
| AC    | 9  | Serhou Guirassy          | 23 ans | 2019   | 23       | 23       | 9           | 1              | 1        |             |          |             |
| AC    | 15 | Moussa Konaté            | 26 ans | 2017   | 12       | 6        | 2           |                |          |             | 2        |             |
| AC    | 23 | Jack Lahne               | 17 ans | 2019   | 1        | 0        | 1           |                |          |             | 1        |             |
| AG    | 20 | Stiven Mendoza           | 27 ans | 2018   | 15       | 12       | 5           |                |          |             | 2        | 1           |
| AD/AG | 21 | Isaac Mbenza             | 23 ans | 2020   | 3        | 1        |             |                |          |             |          |             |
| AD/MD | 11 | Juan Ferney Otero        | 24 ans | 2018   | 18       | 14       | 1           | 2              |          |             | 1        | 1           |
| AC/AD | 20 | Cheick Timité            | 21 ans | 2018   | 3        | 2        |             |                |          |             |          |             |

| P | Joueur          | Âge    | Club           | Championnat | Ch. app. | Ch. tit. | But inscrit | Aut. app. | But inscrit |
| - | --------------- | ------ | -------------- | ----------- | -------- | -------- | ----------- | --------- | ----------- |
| M | Gaoussou Traoré | 19 ans | US Quevilly    | D3 France   | 19       | 10       | 1           | 2         |             |
| A | Cheick Timité   | 21 ans | Paris FC       | D2 France   | 17       | 9        | 1           | 1         |             |
| M | Rafał Kurzawa   | 26 ans | Esbjerg fB     | D1 Danemark | 4        | 4        |             | 4         |             |
| D | Jordan Lefort   | 26 ans | BSC Young Boys | D1 Suisse   | 15       | 13       |             |           |             |
| M | Eddy Gnahoré    | 25 ans | Wuhan Zall FC  | D1 Chine    | 0        | 0        |             |           |             |
| A | Jack Lahne      | 17 ans | Örebro SK      | D1 Suède    | 0        | 0        |             | 1         |             |

### Transferts

#### Mercato d'été
| Joueur            | P. | Club                               | Transfert                     |
| ----------------- | -- | ---------------------------------- | ----------------------------- |
| Arrivées          |    |                                    |                               |
| Madih Talal       | M  | Entente Sannois Saint-Gratien (N1) | Retour de prêt                |
| Sanasi Sy         | D  | AFC Tubize (D2)                    | Retour de prêt                |
| Rafał Kurzawa     | M  | FC Midtjylland (D1)                | Retour de prêt                |
| Jack Lahne        | A  | AIK Fotboll (D1)                   | Retour de prêt                |
| Eddy Gnahoré      | M  | US Palerme (D2)                    | Transfert définitif (2,5 M€)  |
| Alexis Blin       | M  | Toulouse FC (L1)                   | Transfert définitif (1,65 M€) |
| Serhou Guirassy   | A  | 1. FC Cologne (D2)                 | Transfert définitif (6 M€)    |
| Haitam Aleesami   | D  | US Palerme (D2)                    | Libre                         |
| Christophe Jallet | D  | OGC Nice (L1)                      | Libre                         |
| Aurélien Chedjou  | D  | İstanbul Başakşehir FK (D1)        | Transfert (0,2 M€)            |
| Chadrac Akolo     | A  | VfB Stuttgart (D1)                 | Prêt payant (0,5 M€)          |
| Gaël Kakuta       | M  | Rayo Vallecano de Madrid (D1)      | Transfert (3 M€)              |
| Arturo Calabresi  | D  | Bologne FC (D1)                    | Prêt                          |
| Fousseni Diabaté  | A  | Leicester City (D1)                | Prêt                          |

| Joueur            | P. | Club                   | Transfert                  |
| ----------------- | -- | ---------------------- | -------------------------- |
| Départs           |    |                        |                            |
| Oualid El Hajjam  | D  | ES Troyes (L2)         | Transfert (40 000 €)       |
| Khaled Adenon     | D  | Al Wehda Club (D1)     | Libéré de son contrat      |
| Erik Pieters      | D  | Stoke City (D1)        | Retour de prêt             |
| Réda Rabeï        | A  | US Avranches (N1)      | Retour de prêt             |
| Réda Rabeï        | A  | Fremad Amager (D2)     | Fin de contrat             |
| Gaoussou Traoré   | M  | US Quevilly (L2)       | Prêt                       |
| Seybou Koïta      | A  | MS Ashdod (D1)         | Retour de prêt             |
| Seybou Koïta      | A  | Red Star FC (N1)       | Fin de contrat             |
| Yannick Mamilonne | A  | Paris FC (L2)          | Retour de prêt             |
| Yannick Mamilonne | A  | FC Chambly (L2)        | Libéré de son contrat      |
| Brighton Labeau   | A  | FC Villefranche (N1)   | Retour de prêt             |
| Brighton Labeau   | A  | FC Rapid Bucarest (D1) | Libéré de son contrat      |
| Emil Krafth       | D  | Bologne FC (D1)        | Transfert définitif (2 M€) |
| Emil Krafth       | D  | Newcastle United (D1)  | Transfert (5,4 M€)         |
| Cheick Timité     | A  | Paris FC (L2)          | Prêt                       |

#### Mercato d'hiver
| Joueur         | P. | Club                   | Transfert |
| -------------- | -- | ---------------------- | --------- |
| Arrivées       |    |                        |           |
| Nicholas Opoku | D  | Udinese Calcio (D1)    | Prêt      |
| Isaac Mbenza   | A  | Huddersfield Town (D2) | Prêt      |

| Joueur        | P. | Club                | Transfert |
| ------------- | -- | ------------------- | --------- |
| Départs       |    |                     |           |
| Rafał Kurzawa | M  | Esbjerg fB (D1)     | Prêt      |
| Jordan Lefort | D  | BSC Young Boys (D1) | Prêt      |
| Eddy Gnahoré  | M  | Wuhan Zall FC (D1)  | Prêt      |
| Jack Lahne    | A  | Örebro SK (D1)      | Prêt      |

## Résultats

### Ligue 1
| Maillot blanc, short blanc, chaussettes blanches |

| Maillot blanc, short blanc, chaussettes blanches |

| Maillot blanc, short blanc, chaussettes blanches |

| Maillot blanc, short blanc, chaussettes blanches |

| Maillot blanc, short blanc, chaussettes blanches |

| Maillot blanc, short blanc, chaussettes blanches |

| Maillot blanc, short blanc, chaussettes blanches |

| Maillot blanc, short blanc, chaussettes blanches |

| Maillot blanc, short blanc, chaussettes blanches |

| Maillot blanc, short blanc, chaussettes blanches |

| Maillot blanc, short blanc, chaussettes blanches |

| Maillot blanc, short blanc, chaussettes blanches |

| Maillot blanc, short blanc, chaussettes blanches |

| Maillot blanc, short blanc, chaussettes blanches |

| Maillot rouge, short rouge, chaussettes rouges |

| Maillot rouge, short rouge, chaussettes rouges |

| Maillot blanc, short blanc, chaussettes blanches |

| Maillot blanc, short blanc, chaussettes blanches |

| Maillot noir, short noir, chaussettes noires |

| Maillot noir, short noir, chaussettes noires |

| Maillot noir, short noir, chaussettes noires |

| Maillot noir, short noir, chaussettes noires |

| Maillot blanc, short blanc, chaussettes blanches |

| Maillot blanc, short blanc, chaussettes blanches |

| Maillot blanc, short blanc, chaussettes blanches |

| Maillot blanc, short blanc, chaussettes blanches |

| 14e journée – 16e               | Amiens SC | 0 – 4   | RC Strasbourg                                                            | | |
| Samedi 23 novembre 2019 20 h 00 | | (0 – 1) | 43e Caci ( Mothiba) · 56e Ajorque · 72e Thomasson · 76e Da Costa ( Caci) | Stade de la Licorne, Amiens Spectateurs : 10 358 Diffuseur : beIN Sports Max 4 Arbitrage : Alain Bieri | Stade de la Licorne, Amiens Spectateurs : 10 358 Diffuseur : beIN Sports Max 4 Arbitrage : Alain Bieri |
| Samedi 23 novembre 2019 20 h 00 | Chedjou 83e | Rapport |                                                                          | Stade de la Licorne, Amiens Spectateurs : 10 358 Diffuseur : beIN Sports Max 4 Arbitrage : Alain Bieri | Stade de la Licorne, Amiens Spectateurs : 10 358 Diffuseur : beIN Sports Max 4 Arbitrage : Alain Bieri |
| Samedi 23 novembre 2019 20 h 00 | Gurtner - Jallet, Chedjou, Dibassy, Aleesami - Blin (Bodmer, 63e), Gnahoré - Akolo (Monconduit, 58e), Kakuta, Mendoza - Guirassy (Otero, 70e) | Équipes |                                                                          | Stade de la Licorne, Amiens Spectateurs : 10 358 Diffuseur : beIN Sports Max 4 Arbitrage : Alain Bieri | Stade de la Licorne, Amiens Spectateurs : 10 358 Diffuseur : beIN Sports Max 4 Arbitrage : Alain Bieri |

| 15e journée – 16e               | Montpellier SC                                                                                    | 4 – 2   | Amiens SC | | |
| Samedi 30 novembre 2019 20 h 00 | (Hilton ) Le Tallec 14e · (Savanier ) Laborde 64e · (Chotard ) Delort 67e · (Laborde ) Mollet 72e | (1 – 1) | 44e Kakuta ( Allesami) · 86e Lahne ( Jallet)                                                                                                  | Stade de la Licorne, Amiens Spectateurs : 11 744 Diffuseur : beIN Sports Max 5 Arbitrage : Jérémie Pignard | Stade de la Licorne, Amiens Spectateurs : 11 744 Diffuseur : beIN Sports Max 5 Arbitrage : Jérémie Pignard |
| Samedi 30 novembre 2019 20 h 00 |                                                                                                   | Rapport | 53e Otero · | Stade de la Licorne, Amiens Spectateurs : 11 744 Diffuseur : beIN Sports Max 5 Arbitrage : Jérémie Pignard | Stade de la Licorne, Amiens Spectateurs : 11 744 Diffuseur : beIN Sports Max 5 Arbitrage : Jérémie Pignard |
| Samedi 30 novembre 2019 20 h 00 |                                                                                                   | Équipes | Gurtner - Calabresi, Dibassy, Lefort, Aleesami - Zungu, Gnahoré - Diabaté (Jallet, 73e), Kakuta (Cornette, 78e), Mendoza (Lahne, 82e) - Otero | Stade de la Licorne, Amiens Spectateurs : 11 744 Diffuseur : beIN Sports Max 5 Arbitrage : Jérémie Pignard | Stade de la Licorne, Amiens Spectateurs : 11 744 Diffuseur : beIN Sports Max 5 Arbitrage : Jérémie Pignard |

| 16e journée – 17e | Amiens SC  | reporté | Stade de Reims |                                                     |                                                     |
|                   |            | (–)     |                | Stade de la Licorne, Amiens Diffuseur : beIN Sports | Stade de la Licorne, Amiens Diffuseur : beIN Sports |
|                   | [ Rapport] |         |                | Stade de la Licorne, Amiens Diffuseur : beIN Sports | Stade de la Licorne, Amiens Diffuseur : beIN Sports |

| 17e journée – 17e (-1)         | AS Monaco FC | 3 – 0   | Amiens SC | | |
| Samedi 7 décembre 2019 20 h 00 | Ben Yedder 62e · (Golovin ) Maripan 66e · Baldé 69e                                                                                               | (0 – 0) |           | Stade Louis-II, Monaco Spectateurs : 4 203 Diffuseur : beIN Sports Max 4 Arbitrage : Jérémy Stinat | Stade Louis-II, Monaco Spectateurs : 4 203 Diffuseur : beIN Sports Max 4 Arbitrage : Jérémy Stinat |
| Samedi 7 décembre 2019 20 h 00 | Rapport |         |           | Stade Louis-II, Monaco Spectateurs : 4 203 Diffuseur : beIN Sports Max 4 Arbitrage : Jérémy Stinat | Stade Louis-II, Monaco Spectateurs : 4 203 Diffuseur : beIN Sports Max 4 Arbitrage : Jérémy Stinat |
| Samedi 7 décembre 2019 20 h 00 | Gurtner - Calabresi, Chedjou, Dibassy, Lefort - Diabaté (Cornette, 75e), Blin, Monconduit, Aleesami (Akolo, 65e) - Kakuta, Guirassy (Konaté, 15e) | Équipes |           | Stade Louis-II, Monaco Spectateurs : 4 203 Diffuseur : beIN Sports Max 4 Arbitrage : Jérémy Stinat | Stade Louis-II, Monaco Spectateurs : 4 203 Diffuseur : beIN Sports Max 4 Arbitrage : Jérémy Stinat |

| 18e journée – 17e (-1)          | Amiens SC | 1 – 1   | Dijon Football | | |
| Samedi 14 décembre 2019 20 h 00 | (Lefort ) Konaté 28e | (1 – 1) | 19e Cadiz      | Stade de la Licorne, Amiens Spectateurs : 10 530 Diffuseur : beIN Sports Max 4 Arbitrage : Thomas Léonard | Stade de la Licorne, Amiens Spectateurs : 10 530 Diffuseur : beIN Sports Max 4 Arbitrage : Thomas Léonard |
| Samedi 14 décembre 2019 20 h 00 | Rapport |         |                | Stade de la Licorne, Amiens Spectateurs : 10 530 Diffuseur : beIN Sports Max 4 Arbitrage : Thomas Léonard | Stade de la Licorne, Amiens Spectateurs : 10 530 Diffuseur : beIN Sports Max 4 Arbitrage : Thomas Léonard |
| Samedi 14 décembre 2019 20 h 00 | Gurtner - Calabresi, Chedjou, Dibassy, Lefort - Blin (Zungu, 73e), Gnahoré - Diabaté (Cornette, 85e), Kakuta, Akolo (Mendoza, 45e MT) - Konaté | Équipes |                | Stade de la Licorne, Amiens Spectateurs : 10 530 Diffuseur : beIN Sports Max 4 Arbitrage : Thomas Léonard | Stade de la Licorne, Amiens Spectateurs : 10 530 Diffuseur : beIN Sports Max 4 Arbitrage : Thomas Léonard |

| Maillot blanc, short blanc, chaussettes blanches |

| Maillot blanc, short blanc, chaussettes blanches |

| Maillot blanc, short blanc, chaussettes blanches |

| Maillot blanc, short blanc, chaussettes blanches |

| Maillot blanc, short blanc, chaussettes blanches |

| Maillot blanc, short blanc, chaussettes blanches |

| Maillot noir, short noir, chaussettes noires |

| Maillot noir, short noir, chaussettes noires |

| Maillot blanc, short blanc, chaussettes blanches |

| Maillot blanc, short blanc, chaussettes blanches |

| Maillot noir, short noir, chaussettes noires |

| Maillot noir, short noir, chaussettes noires |

| Maillot blanc, short blanc, chaussettes blanches |

| Maillot blanc, short blanc, chaussettes blanches |

| Maillot blanc, short blanc, chaussettes blanches |

| Maillot blanc, short blanc, chaussettes blanches |

| Maillot rouge, short rouge, chaussettes rouges |

| Maillot rouge, short rouge, chaussettes rouges |

| Maillot blanc, short blanc, chaussettes blanches |

| Maillot blanc, short blanc, chaussettes blanches |

| Maillot noir, short noir, chaussettes noires |

| Maillot noir, short noir, chaussettes noires |

| 29e journée – e     | Amiens SC  | annulé | Angers SCO |  |  |
| Samedi 14 mars 2020 |            | (–)    |            |  |  |
| Samedi 14 mars 2020 | [ Rapport] |        |            |  |  |

| 30e journée – e     | Dijon Football | annulé | Amiens SC |  |  |
| Samedi 21 mars 2020 |                | (–)    |           |  |  |
| Samedi 21 mars 2020 | [ Rapport]     |        |           |  |  |

| 31e journée – e       | Amiens SC  | annulé | Stade rennais FC |  |  |
| Dimanche 5 avril 2020 |            | (–)    |                  |  |  |
| Dimanche 5 avril 2020 | [ Rapport] |        |                  |  |  |

| 32e journée – e      | Girondins de Bordeaux | annulé | Amiens SC |  |  |
| Samedi 11 avril 2020 |                       | (–)    |           |  |  |
| Samedi 11 avril 2020 | [ Rapport]            |        |           |  |  |

| 33e journée – e      | Amiens SC  | annulé | Nîmes Olympique |  |  |
| Samedi 18 avril 2020 |            | (–)    |                 |  |  |
| Samedi 18 avril 2020 | [ Rapport] |        |                 |  |  |

| 34e journée – e        | FC Nantes  | annulé | Amiens SC |  |  |
| Dimanche 26 avril 2020 |            | (–)    |           |  |  |
| Dimanche 26 avril 2020 | [ Rapport] |        |           |  |  |

| 35e journée – e   | Amiens SC  | annulé | AS Saint-Étienne |  |  |
| Samedi 2 mai 2020 |            | (–)    |                  |  |  |
| Samedi 2 mai 2020 | [ Rapport] |        |                  |  |  |

| 36e journée – e   | Stade de Reims | annulé | Amiens SC |  |  |
| Samedi 9 mai 2020 |                | (–)    |           |  |  |
| Samedi 9 mai 2020 | [ Rapport]     |        |           |  |  |

| 37e journée – e    | LOSC Lille | annulé | Amiens SC |  |  |
| Samedi 16 mai 2020 |            | (–)    |           |  |  |
| Samedi 16 mai 2020 | [ Rapport] |        |           |  |  |

| 38e journée – e    | Amiens SC  | annulé | OGC Nice |  |  |
| Samedi 23 mai 2020 |            | (–)    |          |  |  |
| Samedi 23 mai 2020 | [ Rapport] |        |          |  |  |

### Coupe de France
| Maillot blanc, short blanc, chaussettes blanches |

| Maillot blanc, short blanc, chaussettes blanches |

### Coupe de la Ligue
| Maillot blanc, short blanc, chaussettes blanches |

| Maillot blanc, short blanc, chaussettes blanches |

| Maillot blanc, short blanc, chaussettes blanches |

| Maillot blanc, short blanc, chaussettes blanches |

| Maillot blanc, short blanc, chaussettes blanches |

| Maillot blanc, short blanc, chaussettes blanches |

### Matchs amicaux
| Maillot blanc, short blanc, chaussettes blanches |

| Maillot blanc, short blanc, chaussettes blanches |

| Maillot noir, short noir, chaussettes noires |

| Maillot noir, short noir, chaussettes noires |

| Maillot blanc, short blanc, chaussettes blanches |

| Maillot blanc, short blanc, chaussettes blanches |

| Maillot noir, short noir, chaussettes noires |

| Maillot noir, short noir, chaussettes noires |

| Maillot blanc, short blanc, chaussettes blanches |

| Maillot blanc, short blanc, chaussettes blanches |

## Statistiques

### Temps de jeu
| P. | Joueur              | 1  | 2  | 3  | 4  | 5  | 6  | 7  | 8  | 9  | 10 | 11 | L1 | 12 | 13 | 14 | 15 | 17 | 18 | L2 | 19 | F1  | L3 | 20 | 16 | 21 | 22 | 23 | 24 | 25 | 26 | 27 | 28 |
| -- | ------------------- | -- | -- | -- | -- | -- | -- | -- | -- | -- | -- | -- | -- | -- | -- | -- | -- | -- | -- | -- | -- | --- | -- | -- | -- | -- | -- | -- | -- | -- | -- | -- | -- |
| G  | Mathieu Dreyer      | -  | -  | -  | -  | -  | -  | -  | -  | -  | -  | -  | 90 | -  | -  | -  | -  | -  | -  | 90 | -  | 120 | 90 | -  | -  | -  | -  | -  | -  | -  | -  | -  | -  |
| G  | Régis Gurtner       | 90 | 90 | 90 | 90 | 90 | 90 | 90 | 90 | 90 | 90 | 90 | -  | 90 | 90 | 90 | 90 | 90 | 90 | -  | 90 | -   | -  | 90 | 90 | 90 | 90 | 90 | 90 | 90 | 90 | 90 | 90 |
| D  | Haitam Aleesami     | 90 | 90 | 90 | 90 | 90 | 90 | 90 | 90 | 90 | 90 | 90 |    | 90 | 90 | 90 | 90 | 65 | -  | 90 | 90 | 120 | 90 | -  | -  | 90 | -  | -  | -  | 90 | 51 | 90 | 90 |
| D  | Aurélien Chedjou    |    |    |    |    | 90 | 90 | 90 | 90 | 90 | 90 | 90 | 90 | 90 | 90 | 83 |    | 90 | 90 | -  | -  | 21  | 90 | 90 | 90 | 90 | 90 | 90 | 90 | 90 | 90 | 90 | 90 |
| D  | Bakaye Dibassy      | -  | 90 | 31 |    |    | 90 | 90 | 90 | 90 | 90 | 90 |    | 90 | 90 | 90 | 90 | 90 | 90 | 90 | 90 | 120 | 90 | 90 | 90 | 90 | 90 | 90 | 90 |    | 39 |    |    |
| D  | Arturo Calabresi    |    |    |    | 90 | -  |    | 90 | 90 | 90 | 90 | 90 | 90 | 90 | 90 |    | 90 | 90 | 90 | 90 | 90 | 120 | 15 | 90 | 90 | 90 | 90 | 90 | 90 | 79 | 90 | -  | 90 |
| D  | Valentin Gendrey    | -  |    |    |    |    |    |    |    |    | -  |    | -  |    |    |    |    |    |    |    |    |     |    |    |    |    |    |    |    |    |    |    |    |
| D  | Prince-Désir Gouano | 90 | 90 | 90 |    |    |    |    |    |    |    |    |    |    |    |    |    |    |    |    |    |     |    |    |    |    |    |    |    |    |    |    |    |
| D  | Christophe Jallet   | 90 | 90 | 90 | 90 | 90 | 26 |    |    |    |    | -  | 90 | -  | -  | 90 | 17 | -  |    |    |    |     |    | 81 | 90 | -  | -  | -  | -  | 11 | -  | 90 | -  |
| D  | Jordan Lefort       | 90 | -  | 56 | 90 | 90 | 64 | -  | -  | -  | -  | -  | 90 |    | -  | -  | 90 | 90 | 90 | 90 | 90 | 120 | 90 | 90 | -  | -  |    |    |    |    |    |    |    |
| D  | Nicholas Opoku      |    |    |    |    |    |    |    |    |    |    |    |    |    |    |    |    |    |    |    |    |     |    |    |    |    | 90 | 90 | 90 | 90 | 90 | 90 | 90 |
| D  | Sanasi Sy           |    |    |    | -  |    |    |    |    |    |    |    |    |    |    |    |    |    |    |    |    |     |    |    |    |    |    |    |    |    |    |    |    |
| M  | Alexis Blin         | 90 | 90 | 90 | 90 | 74 | 90 | -  | 90 | 90 | 84 | 90 | 8  | 90 | -  | 63 | -  | 90 | 73 | 13 | 26 | 120 | 31 | 87 | -  | 87 | 90 | 90 | 90 | 90 | 8  | 63 | 19 |
| M  | Jonathan Bumbu      |    | -  |    |    |    |    |    |    |    |    |    |    |    |    |    |    |    |    |    |    | 99  |    |    |    |    |    |    |    |    |    |    |    |
| M  | Mathieu Bodmer      |    |    |    | -  | 3  | -  | -  | 11 | 2  | 6  | 7  | 82 | 8  | 4  | 27 | -  |    |    |    |    |     |    |    | 10 |    |    |    |    |    |    |    |    |
| M  | Quentin Cornette    |    |    | -  | 18 | -  |    | 10 | 65 |    |    |    | 69 |    |    | -  | 12 | 15 | 5  | 13 | 19 | 77  | -  | -  |    | 75 | 73 | 10 | 6  | 12 | 22 |    |    |
| M  | Eddy Gnahoré        | 27 |    | -  | 90 | 90 | 90 | 18 | 82 | 90 | 90 | 76 |    | 89 | 10 | 90 | 90 | -  | 90 | 77 | 64 | 43  | 90 | 3  | 45 |    |    |    |    | -  |    |    |    |
| M  | Gaël Kakuta         |    | 90 | 71 | 90 | 90 | 81 | 37 | 90 | 83 | 90 | 83 |    | 82 | 90 | 90 | 78 | 90 | 90 |    |    |     |    |    |    | 82 | 82 | 76 | 84 | 90 | 90 | 90 | 90 |
| M  | Rafał Kurzawa       |    |    |    |    |    |    |    |    |    |    |    |    |    |    |    |    |    |    |    |    |     |    |    |    |    |    |    |    |    |    |    |    |
| M  | Thomas Monconduit   | 79 | 82 | 90 | -  | 16 | -  | 90 | -  | -  |    | 14 | 90 | -  | 80 | 32 | -  | 90 | -  | 90 | 82 | 77  | 75 | 90 | 45 | 90 | 90 | 83 | 74 |    | 82 | 90 | 71 |
| M  | Madih Talal         | -  | 18 | -  |    |    |    |    |    |    | 1  |    | 11 |    |    | -  |    |    |    | -  |    | 120 |    |    |    | -  |    |    |    |    |    | -  |    |
| M  | Bongani Zungu       | 11 | 8  | 27 | 72 | -  | 9  | 72 | 8  | 7  |    |    | 90 | 1  | 86 |    | 90 | -  | 17 | 90 | 90 |     | 38 |    | 80 | 90 | -  | 7  | 16 | 90 | 90 | 27 | 90 |
| A  | Chadrac Akolo       | 27 | 72 | 63 | 82 |    | 24 |    | 25 | -  |    | 27 | 79 | 15 | 31 | 58 |    | 25 | 45 | -  | 8  |     |    |    |    | 8  | -  | -  | -  | -  |    | -  | 28 |
| A  | Fousseni Diabaté    |    |    |    |    | 87 | 66 | 53 | -  | 17 | 24 | 63 | 21 | -  |    |    | 73 | 75 | 85 | 77 | 71 | 43  | 59 | 21 | 90 | 15 | 8  | 80 | 63 | 84 | 68 | 75 |    |
| A  | Ulrick Enema Ella   |    |    |    |    |    |    |    |    |    | -  |    |    |    |    |    |    |    |    |    |    |     |    |    |    |    |    |    |    |    |    |    |    |
| A  | Saman Ghoddos       | 16 | 90 |    |    |    |    |    |    |    |    |    |    |    |    |    |    |    |    |    |    | 55  | 20 | 69 |    |    |    |    |    |    |    | 45 | 10 |
| A  | Serhou Guirassy     | 90 | 88 | 90 | 62 | 90 | 90 | 90 |    | 88 | 90 | 90 |    | 75 | 90 | 70 |    | 15 |    |    |    | 65  | -  | 90 | 90 | 90 | 90 | 90 | 90 | 90 | 90 |    | 90 |
| A  | Driss Khalid        |    |    |    |    |    |    |    |    |    |    |    | -  |    |    |    |    |    |    |    |    |     |    |    |    |    |    |    |    |    |    |    |    |
| A  | Moussa Konaté       |    | 2  | 19 | 28 | 23 |    |    |    |    |    |    |    |    |    |    |    | 75 | 90 | 62 | 90 |     | 90 | 9  | 90 | 3  | 90 |    |    | -  | -  | 90 | -  |
| A  | Jack Lahne          |    |    |    |    |    |    |    |    |    |    |    | -  |    |    |    | 8  |    | -  | 28 | -  | -   |    |    |    |    |    |    |    |    |    |    |    |
| A  | Isaac Mbenza        |    |    |    |    |    |    |    |    |    |    |    |    |    |    |    |    |    |    |    |    |     |    |    |    |    |    |    |    | 6  | -  | 15 | 62 |
| A  | Stiven Mendoza      |    |    |    |    |    | -  | 90 | 79 | 90 | 89 | 90 |    | 90 | 90 | 90 | 82 |    | 45 | 90 | 90 | -   | 70 | 90 | 45 |    |    | 14 | 27 |    |    |    |    |
| A  | Juan Ferney Otero   | 63 |    |    |    | 67 | 90 | 80 | 90 | 73 | 66 | -  | 90 | 90 | 59 | 20 | 53 |    |    |    | -  |     | -  | -  | 45 |    | 17 | 90 | 90 | 78 | 90 | 45 | -  |
| A  | Cheick Timité       | 74 | -  | 34 | 8  |    |    |    |    |    |    |    |    |    |    |    |    |    |    |    |    |     |    |    |    |    |    |    |    |    |    |    |    |
| P. | Joueur              | 1  | 2  | 3  | 4  | 5  | 6  | 7  | 8  | 9  | 10 | 11 | L1 | 12 | 13 | 14 | 15 | 17 | 18 | L2 | 19 | F1  | L3 | 20 | 16 | 21 | 22 | 23 | 24 | 25 | 26 | 27 | 28 |

|    | Non présent dans l'effectif                         |
|    | Suspendu                                            |
|    | Blessé, malade, convalescent ou en phase de reprise |
|    | En sélection                                        |
| 70 | Expulsé                                             |